# Rebop Kwaku Baah
Rebop Kwaku Baah (Konongo, 13 febbraio 1944 – Stoccolma, 12 gennaio 1983) è stato un percussionista ghanese, noto prevalentemente per la sua militanza in band quali Can e Zahara.

## Biografia
Nel 1969, Baah suonò nell'album African Rhythms di Randy Weston. Nello stesso anno ha lavorato con Nick Drake alla canzone "Three Hours", pubblicata postuma nel 2004 nella compilation Made to Love Magic. È apparso, in qualità di collaboratore, negli album Welcome to the Canteen, The Low Spark of High Heeled Boys e On the Road dei Traffic. 
Dal 1977 al 1979 fece parte della band tedesca Can.
Baah morì a causa di un'emorragia cerebrale causata da un problema congenito, durante un'esibizione a Stoccolma, nel gennaio 1983, dove era in tour con Jimmy Cliff. Il suo ultimo album, Melodies in a Jungle Man's Head venne pubblicato postumo nel 1985.

## Discografia

### Da solista
- 1972 - Rebop
- 1973 - Anthony Reebop Kwaku Bah

### Con i Can
- 1977 - Saw Delight
- 1978 - Out of Reach
- 1979 - Can
- 1979 - Inner Space

### Collaborazioni
- 1971 – Welcome to the Canteen - Traffic

1972 - The Low Spark Of High Heled Boys 
- 1973 - Broken Arrows - Rabbit
- 1973 - Goats Head Soup - Rolling Stones
- 1973 - Heartbreakers - Free
- 1973 - On the Road - Traffic
- 1977 - Steve Winwood - Steve Winwood
- 1981 - Arc of a Diver - Steve Winwood